# NGC 7564
NGC 7564 — спиральная галактика в созвездии Рыбы.
Этот объект входит в число перечисленных в оригинальной редакции «Нового общего каталога».
В галактике вспыхнула сверхновая SN 1972M, её пиковая видимая звездная величина составила 18,0.
В галактике вспыхнула сверхновая SN 1990V, её пиковая видимая звездная величина составила 18,0.